# Parc marin de la Grande Barrière
Le parc marin de la Grande Barrière (en anglais : Great Barrier Reef Marine Park Authority, GBRMPA) est un parc marin protégeant la Grande Barrière, située au large de l’Australie, des activités qui pourraient endommager celle-ci.